# Quanta cura (Pío IX)
Quanta cura es una encíclica del papa Pío IX publicada el 8 de diciembre de 1864 junto con el Syllabus complectens praecipuos nostrae aetatis errores (Listado recopilatorio de los principales errores de nuestro tiempo). En ella se critica la libertad de culto que venía promoviéndose desde la Revolución francesa y el Risorgimento italiano, además del liberalismo ideológico, político y la cultura moderna. También se condenan los llamados Estados laicos que proclamaban la separación Iglesia-Estado.